# Schlösser Burgen Gärten Baden-Württemberg
Der Verein Schlösser Burgen Gärten Baden-Württemberg e. V. mit Sitz in Bruchsal wurde 2011 gegründet. Mit 73 Mitgliedern und über 100 Objekten, die für die Öffentlichkeit zugänglich sind, ist der Verein der größte Dachverband in Baden-Württemberg.

## Aufgaben und Ziele
Der Verein unterstützt die Betreiber von staatlichen, kommunalen und privaten Monumenten in den Bereichen Denkmalpflege, Förderprogramme, Tourismus und Crossmarketing. Er fördert Kooperationen, überregionale Maßnahmen und Projekte, die der Pflege und Erhaltung von Schlössern, Burgen, Klöstern, Gärten und vergleichbaren historischen Monumenten und der Vermittlung ihrer regionalen und kulturellen Bedeutung dienen. Kooperationspartner des Vereins sind die Gartennetzwerke „Gartenträume Stauferland“ und Hohenloher Gartenparadies sowie die Tourismus Marketing GmbH Baden-Württemberg. Eine projektbezogene Kooperation besteht seit 2021 mit der Dualen Hochschule Baden-Württemberg Ravensburg.
Der Verein organisiert Fachtagungen und Seminare sowie den von ihm ins Leben gerufenen Schlosserlebnistag. In regelmäßigen Abständen gibt der Verein auch Publikationen heraus.

## Organisation
Der Vorstand besteht aus sieben von der Mitgliederversammlung gewählten Vorstandsmitgliedern: dem 1. Vorsitzenden, dem 2. und stellvertretenden Vorsitzenden, dem Schatzmeister, dem Schriftführer und drei Beisitzern.

## Vorstandsvorsitz
- Michael Hörrmann (2011–2018)
- Philipp zu Hohenlohe-Langenburg (2018–2020)
- Jacqueline Maltzahn-Redling (2020–2023)

## Tagungen
- Einfach machen! Erfolgreiche Wege in und aus der Krise (2023, Schloss Beuggen)
- Fragen an die Zukunft – Beleben oder erhalten? (2022, Kloster Lorch)
- Wege in die Zukunft (2021, Mainau)
- Natur & Schloss (2019, Schloss Weissenstein)
- Schloss im Winter (2018, Schloss Neuenbürg)
- Das Monument und sein Garten (2017, Kloster Bronnbach)
- Die Bedeutung von bürgerschaftlichem Engagement für Besuchermonumente (2016, Historisches Kaufhaus (Freiburg im Breisgau))
- Gastronomie und Besuchermonumente (2015, Burg Gamburg)
- Schloss 2.0. (2014, Schloss Schwetzingen)
- Erschließung des Gruppenreisemarktes für historische Besuchermonumente (2013, Schloss Langenburg)
- Schlösser Burgen Klöster Gärten – Touristische Bedeutung und Vermarktung (2012, Schloss Ludwigsburg)

## Publikationen
- Sehnsuchtsorte Baden-Württemberg. Das Magazin der Schlösser, Burgen, Gärten, Klöster. 2020, ISBN 978-3-935983-87-7.
- Schlösser, Klöster, Gaumenfreuden. Kultur und Genuss in Baden-Württemberg. 2018, ISBN 978-3-9817887-2-3.
- Traumgärten im Südwesten – Gartenreisen in Baden-Württemberg und am Bodensee. 2016, ISBN 978-3-9817887-0-9.
- Traumgärten am Oberrhein – Gartenreisen durch den Schwarzwald, das Elsass und Nordbaden. 2016, ISBN 978-3-9817887-1-6.
- Straße der Residenzschlösser Baden-Württemberg. 2015, ISBN 978-3-941784-52-9.
- Geheimnisvoll & Märchenhaft. Schlösser, Burgen, Gärten, Klöster und Kleinode in Baden-Württemberg. Freudenstadt 2018, ISBN 978-3-943551-05-1.